# Будинок з паранормальними явищами
«Будинок з паранормальними явищами» (англ. A Haunted House) — американська комедія режисера Майкла Тіддеса за сценарієм Марлона Веянс і Ріка Альварез, пародіює відомі псевдодокументальні фільми жахів. Прем'єра відбулася 17 січня 2013.

## Зміст
Малкольм і Кіша переїжджають в будинок своєї мрії, але скоро розуміють, що там вже проживає демон. Коли Кіша стає одержимою, Малкольм звертається за допомогою до священика, екстрасенса і команди мисливців за привидами.

## Ролі
| Актор                 | Роль                       |
| --------------------- | -------------------------- |
| Марлон Веянс          | Малкольм                   |
| Ессенс Аткінс         | Кіша                       |
| Седрік «Розважальник» | отець Вільямс              |
| Нік Свардсон          | Екстрасенс                 |
| Девід Кокнер          | Мисливець за привидами Ден |
| Дейв Шерідан          | Мисливець за привидами Боб |
| Марлен Форте          | Роуз                       |
| Аланна Юбак           | Дженні                     |
| Ендрю Дейлі           | Стів                       |
| Еффіон Крокетт        | Рей-рей                    |

## Знімальна група
- Режисер — Майкл Тіддес
- Сценарист — Марлон Веянс, Рік Альварез
- Продюсер — Рік Альварез, Марлон Веянс

## Пародії
- «Паранормальне явище: Ніч в Токіо». Японія, 2010 р. Кіша ходить уві сні і стоїть над Малкольмом.
- «Паранормальне явище» — центральна пародія.
- «Одержима» — центральна пародія.
- «Закляття» — центральна пародія. Кукла.
- «Відьма з Блер» — сцена в підвалі, де Боб стоїть у кутку.
- «Репортаж»/«Карантин» — сцена в підвалі, знятий камерою в режимі «нічного бачення».

## Відгуки
На сайті Rotten Tomatoes позитивні рецензії склали всього лише 10 % з рейтингом 2,7 бали з 10. Глядачі сприйняли фільм неоднозначно.

## Касові збори
Фільм зібрав 40,4 мільйона доларів у США та 20,1 мільйона доларів в інших країнах, загалом 60,5 мільйона доларів при бюджеті 2,5 мільйона доларів.
У перший вікенд фільм зібрав 18,1 мільйона доларів, посівши друге місце у світовому прокаті після "Тридцять хвилин по півночі" (24,4 мільйона доларів).

## Цікаві факти
- Разом з «Домом…» мало вийти в прокат і «Дуже страшне кіно 5», проте його прем'єру перенесли на квітень. Пов'язує їх те, що обидва фільми мають центральну пародію на «Паранормальне явище».